# Euonthophagus ustus
Euonthophagus ustus là một loài bọ cánh cứng trong họ Bọ hung (Scarabaeidae).